# Re cattolici di Spagna

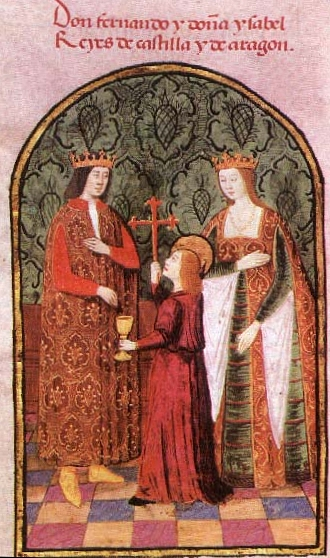
Ferdinando a sinistra con Isabella a destra. L'iscrizione in alto identifica "Ferdinando e Isabella, re di Castiglia e Aragona".

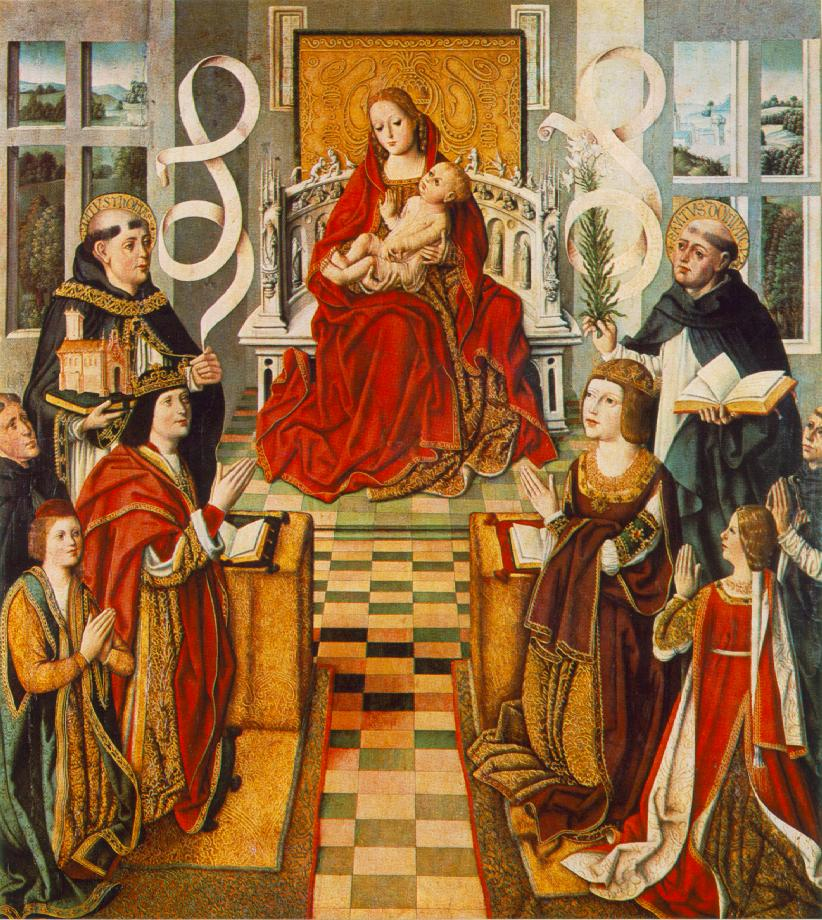
Madonna dei Re Cattolici, pittura del 1491-93; Ferdinando II e il principe Giovanni alla destra della Madonna e Isabella alla sinistra

Re cattolici (in spagnolo: los Reyes Católicos) è il titolo collettivo dato dagli storici a Isabella I di Castiglia e a Ferdinando II d'Aragona. Membri della Casa di Trastámara e secondi cugini, erano entrambi discendenti di Giovanni I di Castiglia; ebbero pertanto una dispensa papale, conferita da papa Sisto IV, per poter contrarre matrimonio il 19 ottobre 1469, nella città di Valladolid. Isabella aveva allora diciotto anni e Ferdinando era di un anno più giovane. Il matrimonio sancì l'unione dinastica delle corone dei regni di Castiglia e d'Aragona. Il titolo di "Re cattolici" fu loro attribuito da papa Alessandro VI.

## Successione
Isabella era stata nominata erede al trono di Castiglia dal fratellastro Enrico IV con il trattato dei Tori di Guisando e divenne Regina di Castiglia nel 1474. Sua nipote, Giovanna la Beltraneja, tentò la scalata al trono con l'appoggio militare di Alfonso V del Portogallo. Ciò portò alla guerra di successione castigliana. I sostenitori di Isabella ebbero la meglio e nel 1479 ella fu riconosciuta Regina di Castiglia con il trattato di Alcáçovas. Ferdinando divenne Re di Aragona nel 1479; il loro matrimonio, con l'unione delle due corone, portò all'inizio della Spagna moderna.

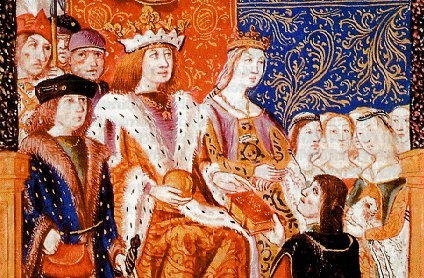
Ferdinando e Isabella

I re cattolici restaurarono l'autorità reale in Spagna. Per giungere allo scopo, crearono un'organizzazione nominata Hermandad (Fratellanza). Questa forza di pace fu utilizzata come una vera e propria polizia nel territorio del regno. Per sostituire i tribunali, i re cattolici crearono il Consiglio privato di sua maestà e nominarono dei magistrati (giudici) per amministrare le città. Questa regolamentazione di natura regale è nota come pacificazione di Castiglia, e fu la base per la costituzione di una delle prime nazioni egemoni d'Europa.
Ferdinando e Isabella sono noti per essere stati i monarchi che realizzarono la nuova Spagna unita all'alba della nuova era. Il re si pose l'obbiettivo della Reconquista, cioè la riconquista cristiana dell'intero territorio della penisola iberica, sottraendo il Sultanato di Granada all'Islam. L'inizio di una serie di campagne militari, note come guerra di Granada, fu con l'attacco alla città di Alhama in Andalusia. L'attacco venne condotto da due nobili andalusi, Rodrigo Ponce de León e Diego de Merlo. La guerra di Granada fu  sostenuta da papa Sisto IV concedendo ai monarchi spagnoli una decima e implementando una tassa sulle Crociate da utilizzare per la guerra. Dopo dieci anni di battaglie, il conflitto ebbe termine nel 1492, quando l'emiro Boabdil si arrese consegnando le chiavi dell'Alhambra di Granada alle armate di Castiglia.

## Inquisizione

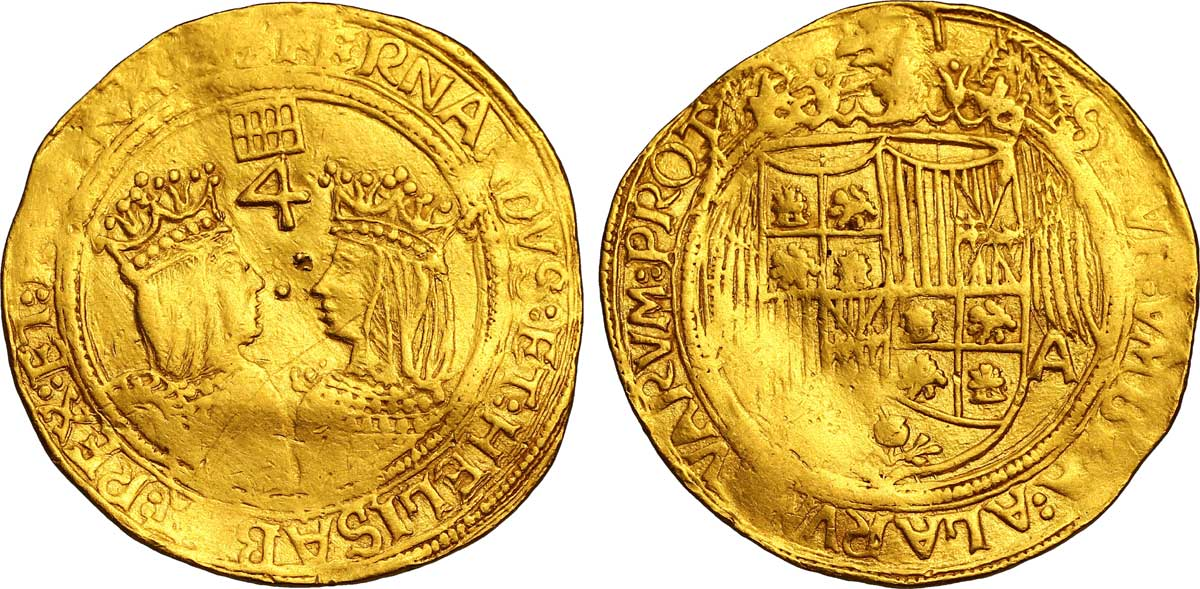
Ferdinando e Isabella

Ferdinando e Isabella decisero di espellere i mori e gli ebrei dalla Spagna. Fra il 1480 e il 1492 centinaia di persone (ebrei e mori che si erano convertiti al cattolicesimo) vennero arrestate, giudicate e condannate, sia in Castiglia sia in Aragona. Secondo lo storico John Edwards, autore di Ferdinand and Isabella: Profiles in Power, il re disse che "necessario rimuovere il danno mortale dalla società spagnola; che gli ebrei, mascherati da cattolici cristiani, stavano distruggendo le chiese". Le leggi vennero decise a seguito di un incidente avvenuto nel 1490 e riguardante un convertito di nome Benito Garcia accusato di aver rubato le ostie consacrate per la messa. Si temeva che le ostie venissero impiegate durante riti satanici direttamente ispirati dal diavolo. Gli investigatori stabilirono in primo luogo che dieci convertiti e alcuni ebrei avevano rubato le ostie e in secondo luogo che avessero crocefisso un ragazzo a La Guardia, una città vicino a Toledo (si tratta della vicenda inventata dell'omicidio del Niño de La Guardia). Questo atto sarebbe stato chiaramente blasfemo perché riproduceva in maniera perversa la crocefissione storica di Gesù. Nonostante non si sia mai avuta alcuna notizia di bambini scomparsi e nessun resto umano fosse stato trovato nel terreno indicato come luogo della sepoltura, il processo intentato si concluse nel 1491 con dichiarazione di colpevolezza degli imputati.
L'incidente diede impulso all'istituzione della Inquisizione sul popolo spagnolo. Nel 1492 Ferdinando e Isabella ordinarono che gli ebrei venissero segregati in appositi quartieri denominati "ghetti". Questa segregazione, abbastanza comune a quel tempo, portò a successivi abusi sugli ebrei con l'imposizione di maggiori tassazioni e restrizioni sociali. Nel 1492, con il decreto dell'Alhambra, agli ebrei fu intimato un ultimatum a convertirsi al cattolicesimo entro quattro mesi o a lasciare, entro lo stesso lasso di tempo, il territorio della Spagna.
Decine di migliaia di ebrei abbandonarono la Spagna per dirigersi in Portogallo, Nordafrica, Italia e nell'Impero ottomano. Verso la fine del 1492, Ferdinando indirizzò una lettera agli ebrei che avevano abbandonato la Castiglia e l'Aragona, con la quale li invitava a ritornare in Spagna a patto che si fossero convertiti al cristianesimo.
L'Inquisizione fu fondata dal frate domenicano Tomás de Torquemada, che divenne il primo Inquisitore generale.

## Esplorazioni

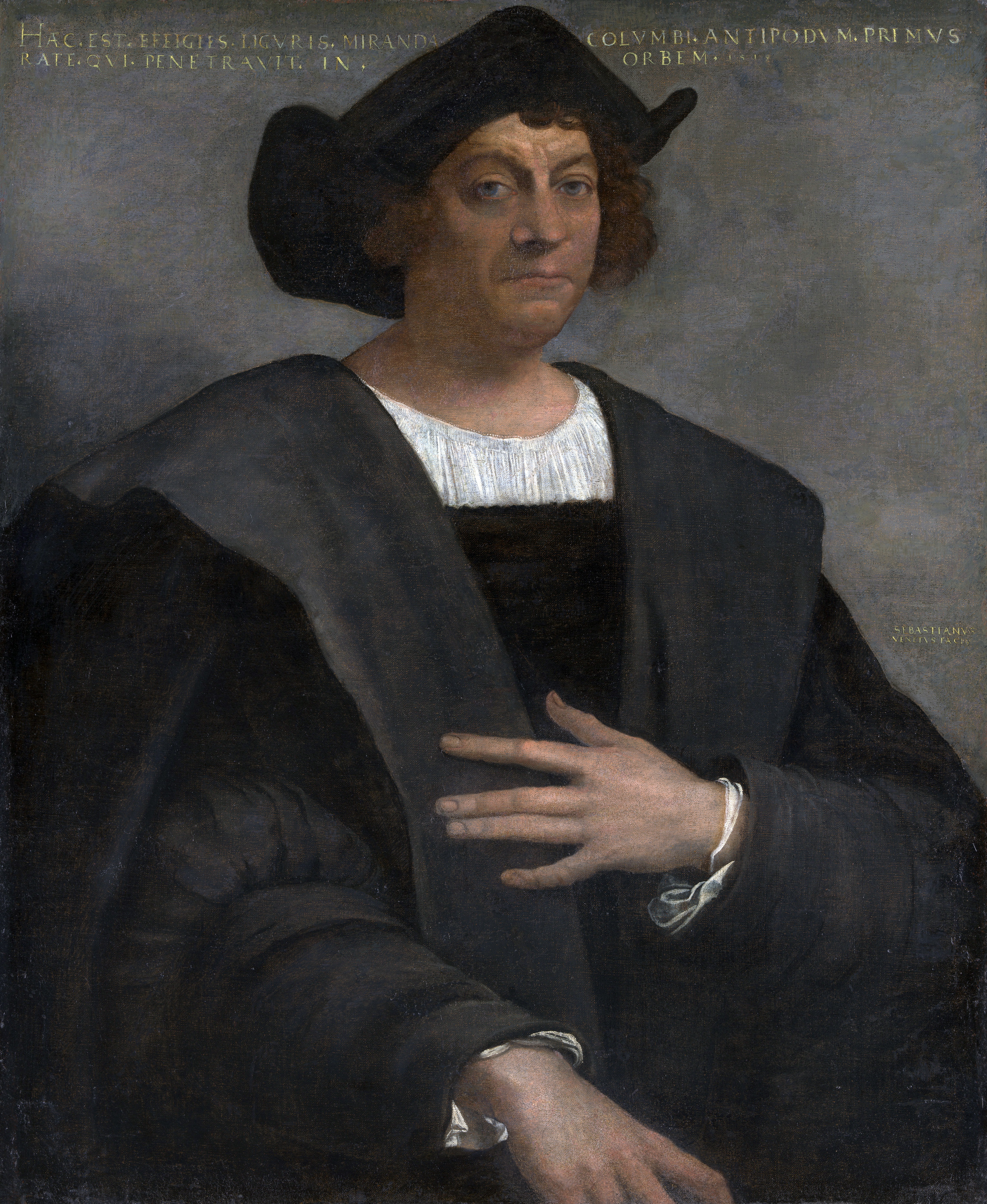
Cristoforo Colombo

Essi autorizzarono e finanziarono le spedizioni di Cristoforo Colombo, al quale diedero appellativo di Ammiraglio del Mare Oceano, che portò in Europa la notizia della scoperta del Nuovo Mondo. La prima spedizione di Colombo verso le supposte Indie, approdò alle attuali Bahamas il 12 ottobre 1492. Egli approdò nell'isola di Guanahanì, e le diede il nome di San Salvador. Continuò poi il viaggio verso Cuba, nominandola Juana terminandolo poi a Santo Domingo, a cui diede il nome di La Española. La sua seconda spedizione ebbe inizio nel 1493 e in essa vennero scoperte altre isole dei Caraibi compresa Porto Rico. Il suo scopo principale fu quello di colonizzare i territori scoperti con i 1 500 uomini da lui condotti con sé nella seconda spedizione. Colombo pose termine alla sua ultima spedizione nel 1498 nel corso della quale scoprì Trinidad e le coste dell'attuale Venezuela. Le colonie che Colombo creò nelle Americhe, nei decenni a venire avrebbero portato a un afflusso di ricchezza in Spagna, riempiendo le casse del nuovo Stato che si sarebbe rivelato egemone in Europa nei due secoli seguenti.

## Figli e alleanze
Isabella assicurò alla Spagna una stabilità politica di lungo termine, organizzando una serie di matrimoni con i suoi cinque figli; la sicurezza politica era importante per un Paese che era divenuto una grande potenza. La sua primogenita, Isabella, sposò Alfonso del Portogallo, creando importanti legami fra i due Paesi confinanti nella speranza di creare pace duratura e future alleanze. Giovanna, secondogenita di Isabella, sposò Filippo I di Castiglia, figlio dell'imperatore del Sacro Romano Impero Massimiliano I. Questo legame assicurò l'alleanza con il Sacro Romano Impero, che assicurò alla Spagna una futura sicurezza. Il primo e unico figlio di Isabella, Giovanni, sposò Margherita d'Asburgo, mantenendo i legami con quella dinastia. La quarta figlia Maria, sposò Manuele I del Portogallo, rafforzando così i legami stretti dal matrimonio della sorella maggiore. Infine, la quinta figlia, Caterina, sposò in prime nozze Arturo Tudor e dopo la sua prematura scomparsa, Enrico VIII d'Inghilterra, e fu la madre di Maria I d'Inghilterra.

## Motto e simbolo

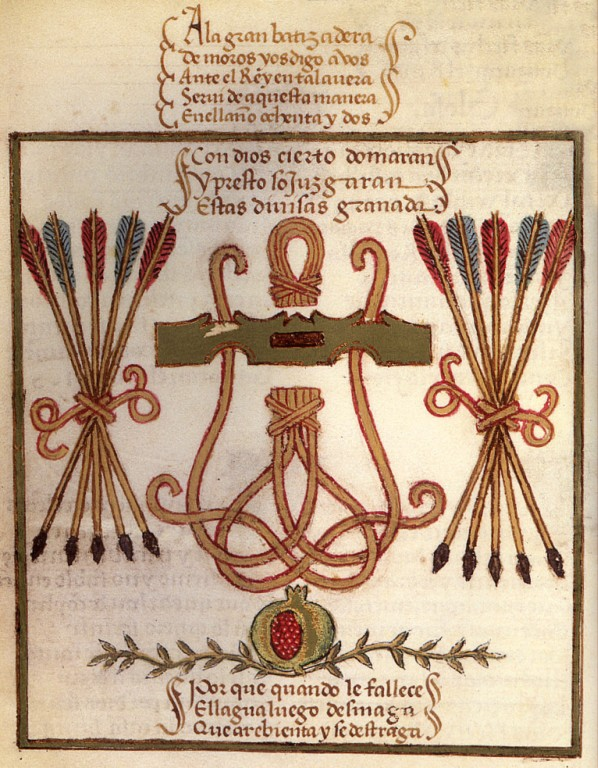
Emblema dei re cattolici

Il motto dei re cattolici fu "Tanto monta, monta tanto". Il motto venne creato da Antonio de Nebrija e fu un'allusione al nodo gordiano: Tanto monta, monta tanto, cortar como desatar ("...taglio come svincolo"), o una spiegazione della pari importanza dei due monarchi: Tanto monta, monta tanto, Isabel como Fernando ("..., Isabella come Ferdinando").
Il loro simbolo era el yugo y las flechas, un giogo e un fascio di frecce. Il giogo è un'altra allusione al nodo gordiano. Y e F sono le iniziali di Ysabel (nome arcaico) e Fernando. Questo simbolo venne poi mutuato dalla falange spagnola, che rivendicarono di rappresentare la gloria e gli ideali dei Re cattolici.

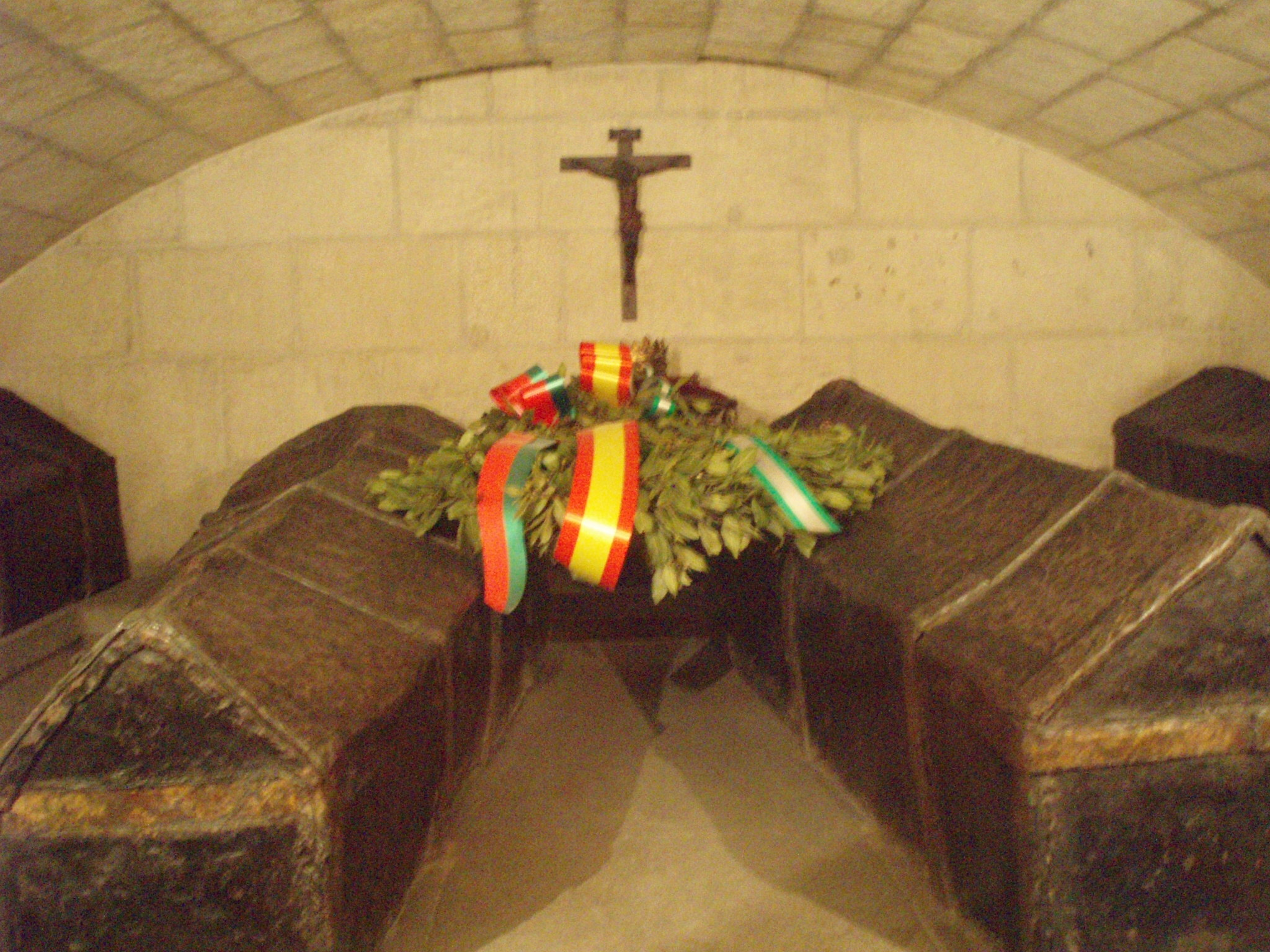
Sarcofagi dei re cattolici nella Cappella reale di Granada

## Morte
Isabella morì nel 1504 e Ferdinando, risposatosi con Germana de Foix, morì nel 1516.